# Meistriliiga 2018
La Meistriliiga 2018, nota come A. Le Coq Premium Liiga 2018 per ragioni di sponsorizzazione, è stata la 28ª edizione della massima serie del campionato estone di calcio. Il campionato si è disputato tra il 3 marzo e il 10 novembre 2018. Il Kalju Nõmme ha vinto il campionato per la seconda volta nella sua storia.

## Stagione

### Novità
Dalla Meistriliiga 2017 è stato retrocesso il Kalev Sillamäe, declassato all'ultimo posto per problemi finanziari. Il FCI Tallinn è confluito nel Levadia Tallinn, che ha cambiato la denominazione ufficiale in FCI Levadia Tallinn, mantenendo comunque la sede, lo stadio e la presidenza.
Dall'Esiliiga 2017 è stato promosso il Kalev Tallinn, secondo classificato (lo spareggio promozione-retrocessione previsto contro il Vaprus Pärnu non si è disputato per il posto vacante lasciato dal FCI Tallinn). Il Maardu, vincitore dell'Esiliiga, ha rinunciato alla massima serie per motivi economici e al suo posto è stato ripescato il Kuressaare, quinto classificato.

### Formula
Le 10 squadre partecipanti si affrontano in un doppio girone di andata e ritorno, per un totale di 36 giornate. La squadra campione di Estonia ha il diritto a partecipare alla UEFA Champions League 2019-2020 partendo dal primo turno preliminare. Le squadre classificate al secondo e terzo posto sono ammesse alla UEFA Europa League 2019-2020 partendo dal primo turno preliminare, assieme alla squadra vincitrice della coppa nazionale. L'ultima classificata retrocede direttamente in Esiliiga, mentre la penultima disputa uno spareggio contro la seconda classificata della Esiliiga per la permanenza in Meistriliiga.

### Avvenimenti
Il Kalju Nõmme ha vinto il campionato all'ultima giornata, grazie alla vittoria contro il Trans Narva (4-1) e alla contemporanea sconfitta del Flora Tallinn nel derby contro il Levadia Tallinn (2-1). Kalju, Flora e Levadia erano tutte in corsa per il primo posto.

## Squadre partecipanti
| Club             | Stagione | Città      | Stadio                   | Stagione 2017                   |
| ---------------- | -------- | ---------- | ------------------------ | ------------------------------- |
| Flora Tallinn    | dettagli | Tallinn    | A. Le Coq Arena          | Campione d'Estonia              |
| Kalev Tallinn    |          | Tallinn    | Kalevi Keskstaadion      | 2º posto in Esiliiga            |
| Kalju Nõmme      | dettagli | Tallinn    | Hiiu Staadion            | 3º posto in Meistriliiga        |
| Kuressaare       |          | Kuressaare | Kuressaare Linnastaadion | 5º posto in Esiliiga, ripescato |
| Levadia Tallinn  | dettagli | Tallinn    | Kadriorg Stadium         | 2º posto in Meistriliiga        |
| Paide            |          | Paide      | Paide Linnastaadion      | 6º posto in Meistriliiga        |
| Tammeka Tartu    |          | Tartu      | Tamme Staadion           | 7º posto in Meistriliiga        |
| Trans Narva      |          | Narva      | Kreenholmi Staadion      | 5º posto in Meistriliiga        |
| Tulevik Viljandi |          | Viljandi   | Viljandi Linnastaadion   | 8º posto in Meistriliiga        |
| Vaprus Pärnu     |          | Pärnu      | Pärnu Rannastaadion      | 9º posto in Meistriliiga        |

## Classifica finale
|  | Pos. | Squadra          | Pt | G  | V  | N  | P  | GF  | GS  | DR  |
|  | ---- | ---------------- | -- | -- | -- | -- | -- | --- | --- | --- |
|  | 1.   | Kalju Nõmme      | 86 | 36 | 25 | 11 | 0  | 114 | 32  | +82 |
|  | 2.   | Levadia Tallinn  | 84 | 36 | 26 | 6  | 4  | 109 | 26  | +83 |
|  | 3.   | Flora Tallinn    | 83 | 36 | 25 | 8  | 3  | 116 | 32  | +84 |
|  | 4.   | Trans Narva      | 61 | 36 | 18 | 7  | 11 | 76  | 57  | +19 |
|  | 5.   | Paide            | 51 | 36 | 14 | 9  | 13 | 64  | 74  | -10 |
|  | 6.   | Tammeka Tartu    | 49 | 36 | 14 | 7  | 15 | 56  | 58  | -2  |
|  | 7.   | Tulevik Viljandi | 29 | 36 | 8  | 5  | 23 | 37  | 100 | -63 |
|  | 8.   | Kalev Tallinn    | 28 | 36 | 7  | 7  | 22 | 54  | 68  | -14 |
|  | 9.   | Kuressaare       | 21 | 36 | 6  | 3  | 27 | 34  | 115 | -81 |
|  | 10.  | Vaprus Pärnu     | 13 | 36 | 2  | 7  | 27 | 25  | 123 | -99 |

Legenda:
      Campione d'Estonia  e ammessa alla UEFA Champions League 2019-2020
      Ammesse alla UEFA Europa League 2019-2020
 Ammessa allo spareggio promozione-retrocessione
      Retrocessa in Esiliiga 2019
Note:
Tre punti a vittoria, uno a pareggio, zero a sconfitta.
La classifica viene stilata secondo i seguenti criteri:
- Punti conquistati
- Spareggio (solo per decidere la squadra campione)
- Meno partite perse a tavolino
- Partite vinte
- Punti conquistati negli scontri diretti
- Differenza reti negli scontri diretti
- Differenza reti generale
- Reti totali realizzate
- Fair-play ranking

## Risultati

### Partite (1-18)
|                  | Flo  | Kal  | Klj  | Kur  | Lev  | Pai  | Tam  | Tra  | Tul  | Vap  |
| ---------------- | ---- | ---- | ---- | ---- | ---- | ---- | ---- | ---- | ---- | ---- |
| Flora Tallinn    | –––– | 1-0  | 3-3  | 2-1  | 2-2  | 6-0  | 3-1  | 0-0  | 1-0  | 5-0  |
| Kalev Tallinn    | 1-3  | –––– | 2-2  | 5-0  | 0-4  | 2-3  | 0-1  | 1-2  | 1-2  | 4-2  |
| Kalju Nõmme      | 2-0  | 3-0  | –––– | 8-3  | 2-1  | 3-2  | 1-0  | 5-2  | 8-2  | 7-0  |
| Kuressaare       | 0-7  | 1-0  | 0-3  | –––– | 1-1  | 1-4  | 0-4  | 0-5  | 3-1  | 1-3  |
| Levadia Tallinn  | 2-1  | 3-0  | 2-2  | 4-0  | –––– | 1-1  | 3-1  | 5-0  | 5-0  | 6-1  |
| Paide            | 0-2  | 2-0  | 1-4  | 3-1  | 1-3  | –––– | 3-3  | 0-2  | 4-0  | 2-2  |
| Tammeka Tartu    | 0-3  | 1-0  | 1-1  | 1-2  | 0-3  | 5-2  | –––– | 1-1  | 0-0  | 4-2  |
| Trans Narva      | 2-4  | 2-2  | 2-2  | 3-0  | 1-1  | 1-0  | 4-1  | –––– | 2-0  | 6-0  |
| Tulevik Viljandi | 0-6  | 1-0  | 0-6  | 1-3  | 0-7  | 1-1  | 0-2  | 0-6  | –––– | 2-1  |
| Vaprus Pärnu     | 1-8  | 0-4  | 0-6  | 1-1  | 0-5  | 1-1  | 0-1  | 0-4  | 1-1  | –––– |

### Partite (19-36)
|                  | Flo  | Kal  | Klj  | Kur  | Lev  | Pai  | Tam  | Tra  | Tul  | Vap  |
| ---------------- | ---- | ---- | ---- | ---- | ---- | ---- | ---- | ---- | ---- | ---- |
| Flora Tallinn    | –––– | 3-1  | 2-2  | 4-0  | 3-0  | 7-2  | 5-0  | 2-2  | 4-0  | 3-0  |
| Kalev Tallinn    | 2-2  | –––– | 0-2  | 3-0  | 1-4  | 1-2  | 2-1  | 0-1  | 0-2  | 5-0  |
| Kalju Nõmme      | 1-1  | 1-1  | –––– | 4-0  | 1-0  | 0-0  | 2-2  | 4-1  | 4-0  | 4-0  |
| Kuressaare       | 0-4  | 3-3  | 2-4  | –––– | 0-5  | 1-3  | 1-3  | 0-3  | 1-4  | 2-1  |
| Levadia Tallinn  | 2-1  | 3-2  | 0-0  | 4-0  | –––– | 4-0  | 0-1  | 6-1  | 2-1  | 4-0  |
| Paide            | 3-3  | 2-2  | 0-3  | 2-1  | 1-4  | –––– | 2-1  | 2-5  | 4-1  | 2-1  |
| Tammeka Tartu    | 0-4  | 2-1  | 0-1  | 6-1  | 0-3  | 1-1  | –––– | 2-1  | 1-0  | 5-0  |
| Trans Narva      | 1-2  | 3-2  | 0-3  | 2-1  | 1-2  | 1-2  | 2-1  | –––– | 4-1  | 1-1  |
| Tulevik Viljandi | 1-3  | 2-2  | 2-5  | 1-2  | 0-4  | 0-3  | 3-2  | 4-1  | –––– | 1-1  |
| Vaprus Pärnu     | 0-6  | 2-4  | 0-5  | 3-1  | 0-4  | 0-3  | 1-1  | 0-1  | 0-3  | –––– |

## Spareggio promozione/retrocessione
|            | Risultati |            | Luogo e data                 |
| ---------- | --------- | ---------- | ---------------------------- |
| Elva       | 0 - 1     | Kuressaare | Elva, 17 novembre 2018       |
| Kuressaare | 1 - 0     | Elva       | Kuressaare, 24 novembre 2018 |
|            |           |            |                              |

## Statistiche

### Classifica marcatori
| Gol |  |  | Giocatore             | Squadra         |
| --- |  |  | --------------------- | --------------- |
| 31  |  |  | Liliu                 | Kalju Nõmme     |
| 30  |  |  | Zakaria Beglarishvili | Flora Tallinn   |
| 28  |  |  | Roman Debelko         | Levadia Tallinn |
| 21  |  |  | Tristan Koskor        | Tammeka Tartu   |
| 17  |  |  | Dmitrij Barkov        | Trans Narva     |
| 16  |  |  | Frank Liivak          | Flora Tallinn   |
| 15  |  |  | Sander Laht           | Kuressaare      |
| 14  |  |  | Marcelin Gando        | Levadia Tallinn |
| 14  |  |  | Rimo Hunt             | Kalju Nõmme     |
| 13  |  |  | Viktor Plotnikov      | Trans Narva     |
| 13  |  |  | Muamer Svraka         | Levadia Tallinn |
| 12  |  |  | Eduard Golovljov      | Trans Narva     |